# Champigny-lès-Langres
 Champigny-lès-Langres  es una población y comuna francesa, en la región de Champaña-Ardenas, departamento de Alto Marne, en el distrito de Langres y cantón de Langres.

## Demografía
| 407 | 420 | 398 | 445 | 418 | 443 |
| Para los censos de 1962 a 1999 la población legal corresponde a la población sin duplicidades (Fuente: INSEE [Consultar]) |     |     |     |     |     |